# Perrierella
Perrierella är ett släkte av kräftdjur som beskrevs av Édouard Chevreux och Eugène Louis Bouvier 1892. Perrierella ingår i familjen Lysianassidae.
Släktet innehåller bara arten Perrierella audouiniana.